# ドレスデン原子力発電所

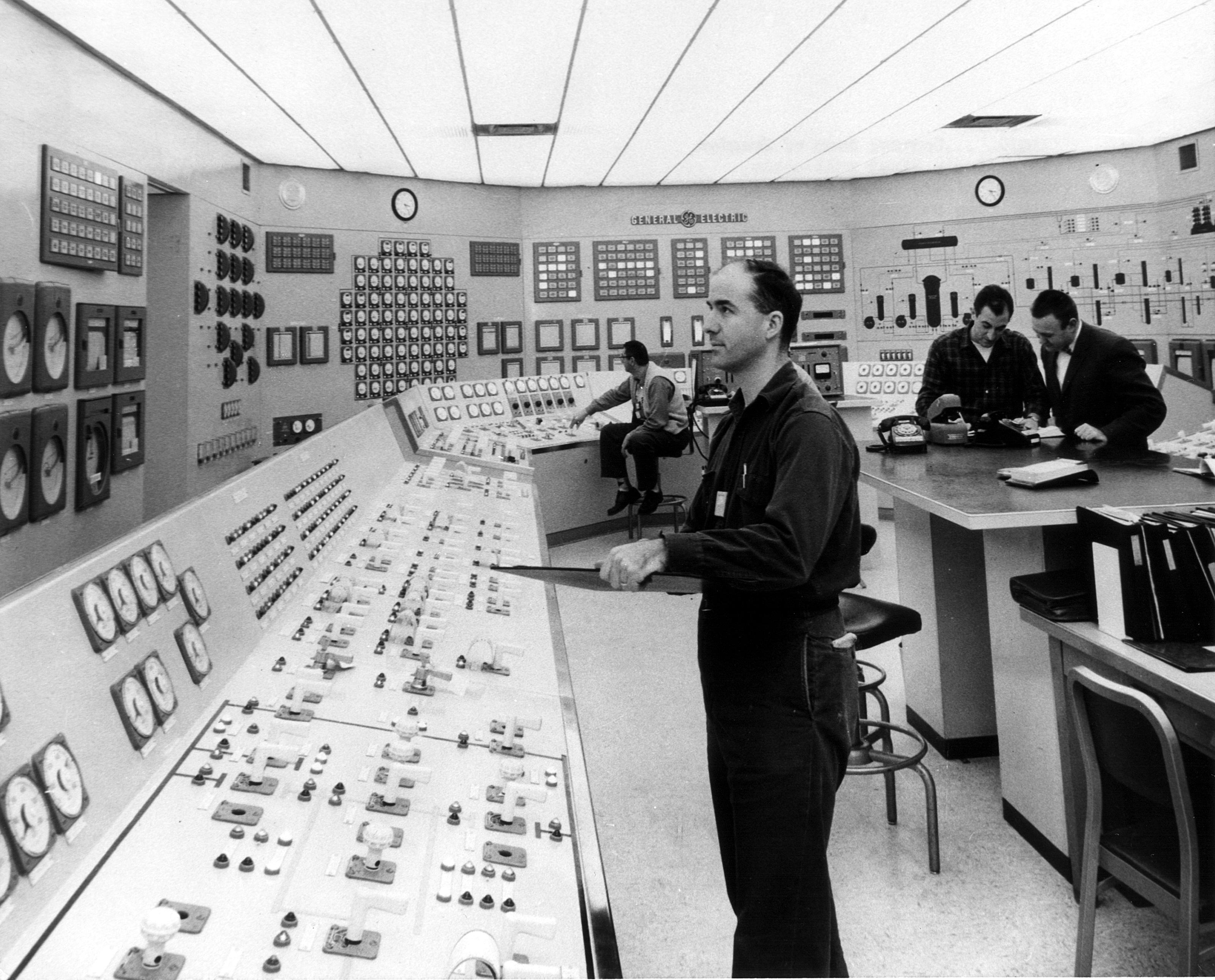
制御室の様子 1962年頃

ドレスデン原子力発電所は、アメリカで初めての民間資本による原子力発電所である。1号機は、1960年に運転開始し、1978年に運転終了した。1970年からゼネラル・エレクトリック BWR-3 沸騰水型原子炉である2号機、3号機が稼働している。ドレスデンはイリノイ州グランディ郡にあり、953エーカー（386ヘクタール）の敷地がある。事実上の高レベル放射性廃棄物貯蔵場であるモリス・オペレーションのすぐ北東にある。ドレスデン原発は、それぞれの2基の原子炉から867メガワットの電力を発電し、シカゴとイリノイ州北部の四分の一の地域に電力を供給し、平均的なアメリカ人家庭の百万世帯に電気を供給している。
2004年には、原子力規制委員会（NRC）は2号機、3号機の原子炉のライセンスを40年から60年に延長した。

## 周辺の人口
原子力規制委員会は、原子力発電所の周囲に2つの緊急時計画区域を定め、主に空気中の放射性汚染物質の吸入の恐れのある半径10マイル（16キロ）の区域、および放射性汚染物質により汚染された食物および飲料水の摂取の恐れのある約50マイル（80キロ）の区域を緊急時計画に定めている。
ドレスデンから半径10マイル（16キロメートル）内の人口は、米国の国勢調査データによると、2010年では83,049人であり、10年間に47.6パーセント増加した。半径50マイル（80キロメートル）内の人口は2010年では7,305,482人であり、2000年より3.5パーセント増加した。半径50マイル内にはシカゴ（市内中心部まで43マイル）が含まれている。

## 所有者
2機の原子炉はエクセロンが所有、運営している。

## 地震リスク
2010年8月発表された原子炉規制委員会の調査によると、ドレスデン原発の炉心に損傷を引き起こすほどの激しい地震が発生するリスクの毎年推定値は52,632分の1であった。。

## 注記
1. ↑  “Dresden and Quad Cities, Nuclear Power Stations — License Renewal Application”.  Nuclear Regulatory Commission (NRC) (2007年2月13日). 2008年11月19日閲覧。
2. ↑  “NRC: Backgrounder on Emergency Preparedness at Nuclear Power Plants”.   Nrc.gov. 2006年10月2日時点のオリジナルよりアーカイブ。2012年8月17日閲覧。
3. ↑  Bill Dedman, Nuclear neighbors: Population rises near US reactors, MSNBC, April 14, 2011 http://www.msnbc.msn.com/id/42555888/ns/us_news-life/ Accessed May 1, 2011.
4. ↑  Bill Dedman, "What are the odds? US nuke plants ranked by quake risk," MSNBC, March 17, 2011 http://www.msnbc.msn.com/id/42103936/ Accessed April 19, 2011.
5. ↑  “Safty/risk assessment results for generic issue 199, Implications of updated probabilistic seismic hazard estimates in central and eastern united states on existing plants” (2010年9月2日). 2017年5月5日閲覧。